# Prachaya Ruangroj
Prachaya Ruangroj (tiếng Thái: ปราชญา เรืองโรจน์, phiên âm: Prát-da Rương-rót, sinh ngày 28 tháng 7 năm 1994) còn có nghệ danh là Singto (สิงโต), là một diễn viên người Thái Lan. Anh nổi tiếng từ vai Kongpob trong BL SOTUS: The Series.

## Tiểu sử và học vấn
Singto sinh ngày 28 tháng 7 năm 1994 tại Băng Cốc, Thái Lan. Anh tốt nghiệp Khoa học & Toán học tại trường Suankularb Wittayalai và đăng kí học Kinh tế nông nghiệp tại Khoa Kinh tế, Đại học Kasetsart. Mới đây anh đã tốt nghiệp Khoa Nghệ thuật Truyền thông về Sản xuất Truyền thông Truyền hình và Truyền phát, Đại học Bangkok.

## Sự nghiệp
Anh bước chân vào ngành giải trí với vai diễn Kongpob trong bộ phim BL Thái Lan SOTUS: The Series cùng với Perawat Sangpotirat.
Năm 2017, anh trở lại với vai diễn trên trong SOTUS S: The Series và tiếp đến là Our Skyy trong năm 2018.
Từ tháng 11 năm 2018 đến tháng 2 năm 2019, anh thủ vai chính Earth trong Friend Zone.
Năm 2019, anh đảm nhận vai chính Mes trong He's Coming to Me cùng với Pawat Chittsawangdee, vai diễn đã giúp họ nhận giải "Best Dramatic Scene" tại 2020 LINE TV Awards.
Năm 2020, anh vào vai Maitee trong I'm Tee, Me Too và trở lại với vai Earth trong Friend Zone 2: Dangerous Area.
Vào tháng 4 năm 2021, hợp đồng của anh với GMMTV đã hết hạn và anh bắt đầu thành lập kênh YouTube riêng.
Singto là nghệ sĩ Thái Lan đầu tiên có fanclub chính thức được thành lập tại Nhật Bản.
Vào sáng ngày 15/02/2024, Singto chính thức tái ký hợp đồng diễn viên độc quyền với GMMTV. https://www.instagram.com/p/C3WwntACRLT/?igsh=Y295cjRjYzQ4cmNh

## Các phim tham gia

### Phim truyền hình
| Năm  | Tên phim                             | Vai                 | Ghi chú   | Đài                |
| ---- | ------------------------------------ | ------------------- | --------- | ------------------ |
| 2016 | SOTUS: The Series                    | Kongpob             | Vai chính | LINE TV, ONE 31    |
| 2016 | Little Big Dream                     | Rainman             | Khách mời | ONE 31, GMM 25     |
| 2017 | U-Prince Series: The Single Lawyer   | BM                  | Vai phụ   | GMM 25             |
| 2017 | Teenage Mom: The Series              | Người khám bệnh     | Khách mời | LINE TV, ONE 31    |
| 2017 | SOTUS S: The Series                  | Kongpob             | Vai chính | LINE TV, ONE 31    |
| 2018 | My Baby Bright - Best Friend Forever | Plathong            | Vai chính | Facebook, YouTube  |
| 2018 | Happy Birthday                       | Singto (Chính mình) | Khách mời | GMM 25             |
| 2018 | Friend Zone                          | Earth               | Vai chính | ONE 31             |
| 2018 | Our Skyy (Tập Arthit-Kongpob)        | Kongpob             | Vai chính | LINE TV            |
| 2019 | He's Coming to Me                    | Mes                 | Vai chính | LINE TV            |
| 2019 | Baby Bright 2 - Destiny calls        | Plathong            | Vai chính | Facebook, YouTube  |
| 2020 | Turn Left Turn Right                 | Gun                 | Vai chính | GMM 25             |
| 2020 | Girl Next Room: Motorbike Baby       | Tan/DJ Titan        | Khách mời | GMM 25             |
| 2020 | Girl Next Room: Midnight Fantasy     | Tan/DJ Titan        | Vai chính | GMM 25             |
| 2020 | Girl Next Room: Richy Rich           | Tan/DJ Titan        | Vai phụ   | GMM 25             |
| 2020 | Girl Next Room: Security Love        | Tan/DJ Titan        | Khách mời | GMM 25             |
| 2020 | I'm Tee, Me Too                      | Maitee              | Vai chính | GMM25, AIS Play    |
| 2020 | Friend Zone 2: Dangerous Area        | Earth               | Vai chính | GMM 25             |
| 2020 | Romantic Blue: The Series            | Men                 | Vai chính | CH8, iQIYI         |
| 2021 | Baker Boys                           | Weir                | Vai chính | GMM 25             |
| 2021 | Paint with love                      | Mes                 | Vai chính | CH3, POPs Thailand |
| 2022 | Baby Bright 3 - Double Trouble       |                     | Vai chính | Facebook, YouTube  |
| 2022 | Jenny Klang Wun Krub Klang Kuen Ka   | Jenny               | Vai chính | CH8, AIS Play      |
| 2022 | Finding The Rainbow                  | Win                 | Vai phụ   | VIU                |
| 2022 | Shadow                               | Dan                 | Vai chính | VIU                |

### Show
| Năm  | Tiêu đề                                 | Ghi chú            | Số tập                                            | Kênh        |
| ---- | --------------------------------------- | ------------------ | ------------------------------------------------- | ----------- |
| 2015 | High School Reunion                     | Khách mời          | Tập 119                                           | Youtube     |
| 2015 | Talk with Toey Tonight                  | Khách mời          | Tập 101                                           | Youtube     |
| 2016 | I can see your voice                    | Khách mời          | Tập 21                                            | Workpoint23 |
| 2016 | Let's Play Challenge                    | Khách mời          | Tập 13-14, 22, 41, Special                        | Youtube     |
| 2016 | Cougar on the Prowl                     | Khách mời          | Tập 3                                             | Youtube     |
| 2017 | #TEAMGIRL                               | Khách mời          | Tập 27-28, 45, 78                                 | Youtube     |
| 2017 | Termites in the House                   | Khách mời          | Tập 25                                            | Youtube     |
| 2017 | Lip Sync Battle Thailand                | Khách mời          | Tập 7                                             | Youtube     |
| 2017 | Q&A with Admin                          | Khách mời          | Tập 5                                             | Youtube     |
| 2017 | Off Gun Fun Night                       | Khách mời          | Tập 2, 4                                          | Youtube     |
| 2017 | Off Gun Fun Night Extra                 | Khách mời          | Tập 1                                             | Youtube     |
| 2018 | Woody World                             | Khách mời          | Tập 11                                            | Youtube     |
| 2018 | School Rangers                          | Khách mời          | Tập 9-10, 44-46, 51-53, 108-109, 139-140, 149-150 | Youtube     |
| 2018 | TayNew Meal Date                        | Khách mời          | Tập 9, 10                                         | Youtube     |
| 2018 | How Well Do You Know Each Other         | Thành viên cố định | 7 tập                                             | Youtube     |
| 2019 | Arm Share                               | Khách mời          | Tập 6, 8-9, 30, 42, 53                            | Youtube     |
| 2019 | Let's Play Challenge Special            | Khách mời          | Tập 5                                             | Youtube     |
| 2019 | Off Gun Fun Night Season 2              | Khách mời          | Tập 3                                             | Youtube     |
| 2019 | Friend.ship with Krist-Singto           | Main host          | 6 tập + 3 tập đặc biệt                            | Youtube     |
| 2020 | Talk with Toey                          | Khách mời          | Tập 3                                             | Youtube     |
| 2020 | SosatSeoulsay                           | Khách mời          | Tập 6, 47                                         | Youtube     |
| 2020 | Come & Join Gun                         | Khách mời          | Tập 4                                             | Youtube     |
| 2020 | Live At Lunch Season 1                  | Khách mời          | Tập 6, 24                                         | Youtube     |
| 2020 | Play Zone                               | Khách mời          | Tập 1                                             | Youtube     |
| 2020 | Friend Drive                            | Khách mời          | Tập 18                                            | Youtube     |
| 2020 | LogLog                                  | Khách mời          | Tập 17                                            | Youtube     |
| 2020 | Hueb Talk                               | Khách mời          | Tập 7                                             | Youtube     |
| 2020 | Fin's Kitchen                           | Khách mời          | Tập 4                                             | Youtube     |
| 2020 | Live At Lunch: Friend Lunch Friend Live | Khách mời          | Tập 3                                             | Youtube     |
| 2020 | Live At Lunch Season 2                  | Khách mời          | Tập 6                                             | Youtube     |
| 2020 | I can see your voice                    | Khách mời          |                                                   | Workpoint23 |
| 2021 | Amazing Thai Festival Osaka 2021        | Main host          | Live                                              | YouTube     |
| 2021 | T-POP stage                             | Khách mời          | Tập 15                                            | Workpoint23 |
| 2021 | The Wall song                           | Khách mời          | Tập 62                                            | Workpoint23 |
| 2022 | Tower of love                           | Khách mời          | Tập 3                                             | Workpoint23 |

### Photobook
| Năm  | Tên                                                                 |
| ---- | ------------------------------------------------------------------- |
| 2016 | The Official Photobook of Krist Singto KISSING                      |
| 2017 | The Official Photobook of Krist Singto KISSING verse 2              |
| 2018 | Photobook Sotus The Memories                                        |
| 2018 | My Baby Bright Photobook Krist Singto ver 1                         |
| 2019 | The Official Photobook of Krist Singto KISSING verse 3: Closer      |
| 2019 | My Baby Bright Photobook Krist Singto ver 2                         |
| 2020 | The Official Photobook of Krist Singto Friendship with Krist Singto |
| 2021 | The Official Photobook of Singto Prachaya - A day with Singto       |
| 2022 | My Baby Bright Photobook Krist Singto - Double Troule               |
| 2022 | Photobook Love Out Loud                                             |
| 2022 | Singto Japan Photobook + Lots of love Singto DVD                    |

### Trong MV
| Năm  | Bài hát                              | Nghệ sĩ | Hãng đĩa                  |
| ---- | ------------------------------------ | --- | ------------------------- |
| 2017 | 你让我幸福 (My Smile)                | Perawat Sangpotirat Prachaya Ruangroj                                                                                       | GMMTV Records             |
| 2017 | เธอทำให้ฉันโชคดี (You Make Me Lucky)    | Perawat Sangpotirat Prachaya Ruangroj                                                                                       | GMMTV Records             |
| 2020 | เป็นเเฟนหรือเเค่เเทนเขา (Love Stranger) | New - Jiew Prachaya Ruangroj                                                                                                | GMMTV Records             |
| 2020 | ตุ๊บๆ จุ๊บๆ OK!                          | Perawat Sangpotirat Prachaya Ruangroj Jumpol Adulkittiporn Atthaphan Phunsawat Vachirawit Chiva-aree Metawin Opas-iamkajorn | GMMTV Records             |
| 2020 | ของขวัญ (Gift)                        | Perawat Sangpotirat Prachaya Ruangroj                                                                                       | JOOX Thailand             |
| 2020 | ขอเป็นคนหนึ่ง (Let Me Be The One)       | Perawat Sangpotirat Prachaya Ruangroj Ada Chunhavajira                                                                      | Special Olympics Thailand |
| 2020 | My Baby Bright                       | Perawat Sangpotirat Prachaya Ruangroj                                                                                       |                           |
| 2020 | เล็กๆ บ่อยๆ                            | Gungun | GMMTV Records             |
| 2021 | Under the Same Moon                  | Perawat Sangpotirat Prachaya Ruangroj Ada Chunhavajira                                                                      | Special Olympics Thailand |
| 2021 | ลืมไป                                 | SINGTO X COPTER SBFIVE | LOVEiS+                   |

## Âm nhạc
| Năm  | Bài hát                              | Nghệ sĩ | Hãng đĩa                  |
| ---- | ------------------------------------ | --- | ------------------------- |
| 2017 | 你让我幸福 (My Smile)                | Perawat Sangpotirat Prachaya Ruangroj                                                                                       | GMMTV Records             |
| 2017 | เธอทำให้ฉันโชคดี (You Make Me Lucky)    | Perawat Sangpotirat Prachaya Ruangroj                                                                                       | GMMTV Records             |
| 2020 | เป็นเเฟนหรือเเค่เเทนเขา (Love Stranger) | New - Jiew Prachaya Ruangroj                                                                                                | GMMTV Records             |
| 2020 | ตุ๊บๆ จุ๊บๆ OK!                          | Perawat Sangpotirat Prachaya Ruangroj Jumpol Adulkittiporn Atthaphan Phunsawat Vachirawit Chiva-aree Metawin Opas-iamkajorn | GMMTV Records             |
| 2020 | ของขวัญ (Gift)                        | Perawat Sangpotirat Prachaya Ruangroj                                                                                       | JOOX Thailand             |
| 2020 | ขอเป็นคนหนึ่ง (Let Me Be The One)       | Perawat Sangpotirat Prachaya Ruangroj Ada Chunhavajira                                                                      | Special Olympics Thailand |
| 2020 | My Baby Bright                       | Perawat Sangpotirat Prachaya Ruangroj                                                                                       |                           |
| 2021 | Under the Same Moon                  | Perawat Sangpotirat Prachaya Ruangroj Ada Chunhavajira                                                                      | Special Olympics Thailand |
| 2021 | ลืมไป                                 | SINGTO X COPTER SBFIVE | LOVEiS+                   |
| 2023 | Like forever                         | Prachaya Ruangroj |                           |

### Kênh youtube trực tuyến
| Năm  | Tên kênh        | Thể loại | Kênh phát sóng | Thời gian phát sóng     |
| ---- | --------------- | -------- | -------------- | ----------------------- |
| 2021 | Singto Prachaya | Vlog     | Youtube        | 19 April 2021 - present |

## Sự kiện

### Sự kiện trực tuyến
| Năm  | Tiêu đề                                              | Ngày             | Địa điểm |
| ---- | ---------------------------------------------------- | ---------------- | -------- |
| 2021 | Lancome Avanced Genifique Virtual Event              | 24 tháng 1 2021  | Live     |
| 2022 | Lancôme Happiness Togerther Virtual Event            | 15 tháng 1, 2022 | Live     |
| 2022 | Capture Happiness Moment With KristSingto By Lancôme | 23 tháng 4, 2022 | Live     |
| 2022 | Lancome Happiness Chapter with KristSingto           | 3 tháng 10, 2022 | Live     |

### Chuyến lưu diễn
| Năm  | Tiêu đề                                                   | Ngày                  | Địa điểm                                                             |
| ---- | --------------------------------------------------------- | --------------------- | -------------------------------------------------------------------- |
| 2017 | MEET GREET EAT ว้าก WITH SOTUS THE SERIES                  | 14 tháng 1, 2017      | Scala Cinema, Siam Square, Bangkok                                   |
| 2017 | Y I Love U Fan Party                                      | 3 tháng 9, 2017       | Thunder Dome, Muang Thong Thani, tỉnh Nonthaburi                     |
| 2017 | SOTUS S NATION AND FAN MEETING                            | 16 tháng 12, 2017     | Gad Theater Kad Suan Kaew Shopping Center tỉnh Chiang Mai            |
| 2017 | SOTUS S NATION AND FAN MEETING                            | 23 tháng 12, 2017     | Terminal Hall, Terminal 21 Shopping Center, Korat, Nakhon Ratchasima |
| 2018 | SOTUS S NATION AND FAN MEETING                            | 13 tháng 1, 2018      | BCC Hall, Central Plaza Ladprao Bangkok                              |
| 2018 | SOTUS S NATION AND FAN MEETING                            | 27 tháng 1, 2018      | Hatyai Hall, Central Festival Hatyai Shopping Center, tỉnh Songkhla  |
| 2018 | OISHI Green Tea presents SOTUS THE MEMORIES LIVE ON STAGE | 5 tháng 5, 2018       | Thunder Dome, Muang Thong Thani, tỉnh Nonthaburi                     |
| 2018 | Lazada Presents Krist Singto Fan Meeting                  | 29 tháng 11,2018      | Đại học Srinakharinwirot Bangkok                                     |
| 2019 | Y I Love U Fan Party 2019 next to Ha Island Y             | 26 - 27 tháng 1, 2019 | Thunder Dome, Muang Thong Thani, tỉnh Nonthaburi                     |
| 2019 | Peraya Party: Krist & Singto 1st Fan Meeting in Thailand  | 6 - 7 tháng 7, 2019   | Chaengwattana Central Hall Plaza Chaengwattana, tỉnh Nonthaburi      |
| 2020 | Worldwide Live Fan Meeting: Krist & Singto                | 30 tháng 5, 2020      | V LIVE                                                               |
| 2020 | SOTUS The Reunion 4ever More                              | 22 tháng 8, 2020      | V LIVE                                                               |
| 2020 | FANTOPIA 2020                                             | 21–22 tháng 11, 2020  | Impact Arena & Challenger Hall 1                                     |
| 2022 | LOVE OUT LOUD Fanfest                                     | 20 tháng 8, 2022      | Impact Arena & Challenger Hall 1                                     |

### Fanmeeting
| Năm  | Tiêu đề             | Ngày                                                          | Địa đểm                                                               |
| ---- | ------------------- | ------------------------------------------------------------- | --------------------------------------------------------------------- |
| 2017 | 18 tháng 2, 2017    | Krist-Singto Fan Meeting in Hangzhou                          | Hangzhou Magic Theatre, Trung Quốc                                    |
| 2017 | 24 tháng 3, 2017    | First Sight with Rookie Boys in Guangzhou                     | Guangdong Performing Arts Center Theater                              |
| 2017 | 22 tháng 4, 2017    | Krist-Singto Fan Meeting in Suzhou                            | Suzhou Culture and Arts Centre                                        |
| 2017 | 23 tháng 4, 2017    | Krist-Singto Fan Meeting in Nanjing                           | Nanjing Culture and Art Center                                        |
| 2017 | 16 tháng 6, 2017    | Krist-Singto Fan Meeting in Shenzen                           | Shenzhen Poly Theater                                                 |
| 2017 | 17 tháng 6, 2017    | Krist-Singto Fan Meeting in Hangzhou                          | Hangzhou Grand Theater                                                |
| 2017 | 22 tháng 7, 2017    | Krist-Singto, Off, New, Fan Meeting in Chengdu                | Jincheng Art Palace                                                   |
| 2018 | 20 tháng 1, 2018    | Sotus S Hazing in Manila 2018                                 | Pasig City Hall Complex                                               |
| 2018 | 17 tháng 3, 2018    | Sotus S Fan Meeting in Chengdu                                | Zhenghuo Art Center                                                   |
| 2018 | 25 tháng 3, 2018    | Sotus S Fan Meeting in Taipei                                 | ATT SHOW BOX, ATT 4 FUN                                               |
| 2018 | 31 tháng 3, 2018    | Sotus S Fan Meeting in Tianjin                                | Tianjin Wuqing Theater                                                |
| 2018 | 1 tháng 7, 2018     | Krist-Singto 1st Fan Meeting in Singapore                     | Kallang Theatre                                                       |
| 2018 | 7 tháng 7, 2018     | Krist-Singto 1st Fan Meeting in Korea (Seoul)                 | Woonjung Green Campus                                                 |
| 2018 | 14 tháng 7, 2018    | Sotus S Fan Meeting in Wuhan                                  | Wuhan Cultural Museum Center                                          |
| 2018 | 21–22 tháng 7, 2018 | Krist-Singto 1st Fan Meeting in Hong Kong                     | Music Zone, KITEC                                                     |
| 2018 | 25 tháng 8, 2018    | Sotus S Fan Meeting in Wuxi                                   | HUALUXE Wuxi Taihu                                                    |
| 2018 | 22 tháng 9, 2018    | Sotus ENCORE Fan Meeting in Taipei                            | Taipei International Convention Center                                |
| 2018 | 17 tháng 11, 2018   | Krist-Singto 1st Fan Meeting in Jakarta                       | Upperroom Jakarta                                                     |
| 2018 | 2 tháng 12, 2018    | Krist-Singto Fan Meeting in Yangon                            | National Theatre of Yangon                                            |
| 2018 | 15 tháng 12, 2018   | Krist-Singto 1st Fan Meeting in Japan                         | EBiS 303 Event Hall                                                   |
| 2019 | 9 tháng 3, 2019     | Krist-Singto Fan Meeting in Qingdao                           | Qingdao Mangrove Tree Resort World - Conference and Exhibition Center |
| 2019 | 14 tháng 4, 2019    | [Double Date] Krist-Singto & Tay-New Fan Meeting in Hong Kong | Rotunda 2, KITEC                                                      |
| 2019 | 26 tháng 5, 2019    | Krist-Singto 1st Fan Meeting in Vietnam                       | GALA Center                                                           |
| 2019 | 22 tháng 6, 2019    | Krist-Singto 2nd Fan Meeting in Korea (Busan)                 | Dongnae Cultural Center                                               |
| 2019 | 21 tháng 7, 2019    | OurSkyy Fan Meeting in Taipei                                 | Taipei International Convention Center                                |
| 2019 | 28 tháng 7, 2019    | Singto 1st Fan meeting in HongKong                            | Music Zone, KITEC                                                     |
| 2019 | 17 tháng 8, 2019    | Krist-Singto Fan Meeting in Manila                            | SM Sky Dome, SM City North EDSA                                       |
| 2019 | 19 tháng 10, 2019   | Krist-Singto Fan Meeting in Taipei                            | ATT Show Box                                                          |
| 2019 | 9 tháng 11, 2019    | OISHI Green Tea presents Our Skyy Fan Meeting in Myanmar      | Pullman Yangon Centrepoint Hotel                                      |
| 2019 | 16 tháng 11, 2019   | Krist-Singto Fan Meeting in Chengdu                           | Chengdu Overseas Chinese Town Grand Theatre                           |
| 2019 | 21 tháng 12, 2019   | Krist-Singto 2nd Fan Meeting in Japan                         | Nissho Hall                                                           |
| 2019 | 28 tháng 12, 2019   | Krist-Singto 2nd Fan Meeting in Hong Kong                     | Music Zone, KITEC                                                     |
| 2021 | 12 tháng 12         | Start with love virtual fan meeting with Singto               | Live                                                                  |
| 2022 | 13 tháng 2          | Be my Valentine with Singto                                   | Live                                                                  |
| 2022 | 4 - 5 tháng 5       | Singto 1st fan meeting in Japan                               | Tokyo, Osaka                                                          |
| 2022 | 17 tháng 12, 2022   | Krist Singto 3rd Fan Meeting in Japan - The precious memories | Pacifico Yokohama Hall C - D                                          |
| 2023 | 10 tháng 2, 2023    | Happy Valentine's day in Osaka                                | Osaka                                                                 |
| 2023 | 12 tháng 2, 2023    | Happy Valentine's day in Tokyo                                | Tachikawa, Tokyo                                                      |
| 2023 | 20 tháng 5, 2023    | Thai festival Tokyo 2023                                      | Yoyogi Park, Tokyo, Japan                                             |

## Giải thưởng và đề cử
| Năm  | Giải | Hạng mục | Đề cử                | Kết quả   | Ref.                 |
| ---- | --- | --- | -------------------- | --------- | -------------------- |
| 2017 | 2nd World Top Awards                                                                                                   | Person of the Year                                                                                              | —                    | Đoạt giải | [ 6 ] [ 7 ]          |
| 2017 | Attitude Award 6th Anniversary                                                                                         | The Most Favorite TV Series of the Year Most Favorite couple of the year (với Perawat Sangpotirat)              | SOTUS: The Series    | Đoạt giải |                      |
| 2017 | 5th YinYueTai V Chart Awards                                                                                           | Recommended Artist Of YinYueTai                                                                                 | SOTUS: The Series    | Đoạt giải | [ 8 ] [ 9 ]          |
| 2017 | 5th YinYueTai V Chart Awards                                                                                           | Most Popular New Artist                                                                                         | SOTUS: The Series    | Đoạt giải | [ 8 ] [ 9 ]          |
| 2017 | Influence Asia 2017 | Breakout Influencers                                                                                            | —                    | Đề cử     |                      |
| 2017 | 11th Kazz Awards | Couple of the Year (với Perawat Sangpotirat)                                                                    | SOTUS: The Series    | Đề cử     | [ 10 ] [ 11 ] [ 12 ] |
| 2017 | 11th Kazz Awards | Most Popular New Actor                                                                                          | SOTUS: The Series    | Đề cử     | [ 10 ] [ 11 ] [ 12 ] |
| 2017 | 11th Kazz Awards | Kazz Magazine Favorite Star – Male                                                                              | —                    | Đoạt giải | [ 10 ] [ 11 ] [ 12 ] |
| 2017 | 14th Kom Chad Luek Awards                                                                                              | Popular Vote – Male                                                                                             | SOTUS: The Series    | Đoạt giải | [ 13 ] [ 14 ]        |
| 2017 | 3rd Maya Awards | Favorite Couple (với Perawat Sangpotirat)                                                                       | SOTUS: The Series    | Đoạt giải | [ 15 ] [ 16 ] [ 17 ] |
| 2017 | 3rd Maya Awards | Male Rising Star (TV)                                                                                           | SOTUS: The Series    | Đoạt giải | [ 18 ]               |
| 2018 | GREAT STARS Digital Social Super Star Of The Year                                                                      | Social Super Star of the Year – Couple (với Perawat Sangpotirat)                                                | SOTUS S: The Series  | Đoạt giải | [ 19 ] [ 20 ] [ 21 ] |
| 2018 | LINE TV Awards | Best Couple (với Perawat Sangpotirat)                                                                           | SOTUS S: The Series  | Đoạt giải | [ 22 ] [ 23 ]        |
| 2018 | Sanook! Top Vote of the Year                                                                                           | Best Couple (với Perawat Sangpotirat)                                                                           | SOTUS S: The Series  | Đoạt giải | [ 24 ] [ 25 ]        |
| 2018 | 9th Awarding Ceremony to Artists, Entertainment Stars, and Social Media Collaborating in the Smoking Cessation Program | Male Rising Star                                                                                                | —                    | Đoạt giải |                      |
| 2018 | Attitude Award 7th Anniversary                                                                                         | The Most Favorite TV Series of the Year Most Favorite couple of the year (với Perawat Sangpotirat)              | SOTUS S: The Series  | Đoạt giải | [ 26 ]               |
| 2018 | 5th Thailand Role Model Awards                                                                                         | Best Actor | —                    | Đoạt giải | [ 27 ] [ 28 ]        |
| 2018 | 12th Kazz Awards | Most Popular Teen Actor – Male                                                                                  | SOTUS S: The Series  | Đoạt giải | [ 29 ]               |
| 2018 | 12th Kazz Awards | Couple of the Year (với Perawat Sangpotirat)                                                                    | SOTUS S: The Series  | Đoạt giải | [ 29 ]               |
| 2018 | 11th Nine Entertain Awards                                                                                             | Public Favorite                                                                                                 | —                    | Đề cử     |                      |
| 2018 | 10th Siam Dara Stars Awards 2018                                                                                       | Male Rising Star                                                                                                | SOTUS S: The Series  | Đề cử     |                      |
| 2018 | 4th Maya Awards | Favorite Couple (với Perawat Sangpotirat)                                                                       | SOTUS S: The Series  | Đoạt giải | [ 30 ]               |
| 2018 | 4th Maya Awards | Male Rising Star (TV)                                                                                           | SOTUS S: The Series  | Đoạt giải | [ 31 ]               |
| 2018 | Sri-Ganesuan Awards Ganesh Chaturthi 2018                                                                              | The Artist of Sri-Ganesuan award for well-promoting and propagating art and culture                             | SOTUS S: The Series  | Đoạt giải | [ 32 ]               |
| 2018 | ET Thailand Awards of September                                                                                        | Most Social Influencer                                                                                          |                      | Đề cử     |                      |
| 2018 | Thailand Headlines Person of The Year Awards 2018                                                                      | Culture and Entertainment - Most Contributing Enhancement and Chinese followed person (với Perawat Sangpotirat) |                      | Đoạt giải | [ 33 ]               |
| 2018 | 12th OK! Awards | Shipped Couple (với Perawat Sangpotirat)                                                                        | SOTUS S: The Series  | Đoạt giải | [ 34 ]               |
| 2018 | Great Stars Social Awards 2018                                                                                         | Superstar - Shipped Couple of the Year (với Perawat Sangpotirat)                                                |                      | Đoạt giải | [ 35 ]               |
| 2019 | Line Sticker Awards 2019                                                                                               | Best Couple (với Perawat Sangpotirat)                                                                           |                      | Đoạt giải |                      |
| 2019 | Kazz Awards 2019 | Shipped Couple of the Year 2019 (với Perawat Sangpotirat)                                                       |                      | Đoạt giải | [ 36 ]               |
| 2019 | 15th Kom Chad Luek Awards                                                                                              | Most Popular Actor                                                                                              | SOTUS S: The Series  | Đoạt giải | [ 37 ]               |
| 2019 | 15th Kom Chad Luek Awards                                                                                              | Most Popular Thai Series                                                                                        | SOTUS S: The Series  | Đoạt giải | [ 37 ]               |
| 2019 | Daradaily Awards 8 | Cool Guy of the Year 2018                                                                                       |                      | Đoạt giải | [ 38 ]               |
| 2019 | 5th Maya Awards | Charming Boy |                      | Đoạt giải | [ 39 ]               |
| 2020 | Zoomdara New Year Awards 2019                                                                                          | Best Couple (với Perawat Sangpotirat)                                                                           |                      | Đoạt giải |                      |
| 2020 | LINE TV Awards | Best Dramatic Scene (với Pawat Chittsawangdee)                                                                  | He's Coming to Me    | Đoạt giải | [ 3 ]                |
| 2020 | 14th Kazz Awards | Couple of the Year (với Perawat Sangpotirat)                                                                    | —                    | Đoạt giải |                      |
| 2020 | 14th Kazz Awards | Popular young actor                                                                                             | —                    | Đoạt giải |                      |
| 2020 | 14th Kazz Awards | Popular Man 2020                                                                                                | —                    | Đoạt giải |                      |
| 2020 | 6th Maya Awards | Male Star | Turn Left Turn Right | Đề cử     | [ 40 ]               |
| 2021 | 15th Kazz Awards | Top actor award                                                                                                 |                      | Đề cử     |                      |
| 2021 | 2nd Zoomdara Awards | Single hit (với Perawat Sangpotirat)                                                                            | Under the same moon  | Đoạt giải |                      |
| 2021 | 2nd Zoomdara Awards | Best Couple (với Tae Darvid Kreepolrerk)                                                                        | Paint With Love      | Đề cử     |                      |
| 2022 | 18th Kom Chad Leuk Awards                                                                                              | Popular Couple (with Perawat Sangpotirat)                                                                       |                      | Đề cử     |                      |
| 2023 | Japan Expo Thailand 2023                                                                                               | Japan Expo Artist Award                                                                                         |                      | Đoạt giải |                      |